# Guidžov JL-9
Guidžov JL-9, znan tudi kot FTC-2000 Mountain Eagle (gorski orel, Šandžing) je enomotorni nadzvočni trenažer/lahki jurišnik, ki so ga razvili pri kitajskem Guizhou Aircraft Industry Corporation (GAIEC) za Kitajsko vojno letalstvo. Prvi let je potekal 13. decembra 2003, letalo je od leta 2013 v redni proizvodnji.
JL-9 naj bi bil nadomestil predhodnika JJ-7 (šolska verzija lovca J-7). Kitajske zračne sile so letalo leta 2018 pričele uporabljati kot šolsko letalo, leta 2023 pa je med sudansko državljansko vojno v lasti Hitrih posredniških sil tudi doživelo prvo bojno uporabo.

## Specifikacije
Splošne karakteristike
- Posadka: 2 (pilot in inštruktor)
- Dolžina: 14,555 m (47 ft 9 in)
- Razpon kril: 8,32 m (27 ft 3,5 in)
- Višina: 4,105 m (13 ft 5,5 in)
- Teža praznega letala: 4,96 t (10935 lb)
- Naložena teža: 7,8 t (17196 lb)
- Maks. vzletna teža: 9,8 t (21605 lb)
- Pogon letala: 1 × Guidžou Lijang WP-13F(C) Turboreaktivni motor z dodatnim zgorevanjem
  - Potisk motorjev (suh): 43,15 kN (9914 lb)
  - Potisk motorjev z dodatnim zgorevanjem: 63,25 kN (14650 lb)

 Zmogljivost 
- Maks. hitrost: Mach 1,5
- Potovalna hitrost: 1100km/h (594 vozlov)
- Doseg: 1600 km (863 nm)
- Višina leta: 16000 m (52500 ft)

Oborožitev

- Strelno orožje: 1×Type 23-1 23 mm top
- Nosilci za orožje: 5
- Bombe: Prostopadajoče in vodene bombe, rakete

Letalska elektronika

FIAR Grifo S7 pulzno-dopplerjev radar